# ليزلي أفريريل
ليزلي أفريريل (بالإنجليزية: Leslie Cecil Lloyd Averill)‏ هو طبيب نيوزيلندي، ولد في 25 مارس 1897، وتوفي في 4 يونيو 1981.